# Zwardoń (gromada)
Zwardoń – dawna gromada, czyli najmniejsza jednostka podziału terytorialnego Polskiej Rzeczypospolitej Ludowej w latach 1954–1972.
Gromady, z gromadzkimi radami narodowymi (GRN) jako organami władzy najniższego stopnia na wsi, funkcjonowały od reformy reorganizującej administrację wiejską przeprowadzonej jesienią 1954 do momentu ich zniesienia z dniem 1 stycznia 1973, tym samym wypierając organizację gminną w latach 1954–1972.
Gromadę Zwardoń z siedzibą GRN w Zwardoniu utworzono – jako jedną z 8759 gromad na obszarze Polski – w powiecie żywieckim w woj. krakowskim, na mocy uchwały nr 32/IV/54 WRN w Krakowie z dnia 6 października 1954. W skład jednostki wszedł obszar dotychczasowej gromady Zwardoń ze zniesionej gminy Rajcza oraz obszar lasu państwowego z dotychczasowej gromady Kamesznica, położony na południe od północnej granicy pgr. 1. kat. 10102/1 z dotychczasowej gromady Kamesznica ze zniesionej gminy Milówka w tymże powiecie. Dla gromady ustalono 11 członków gromadzkiej rady narodowej.
Gromadę zniesiono 31 grudnia 1961, a jej obszar włączono do gromady Sól.
Uchwała Nr XIV/79/68 WRN w Krakowie przewidywała na dzień 1 stycznia 1969 przeniesienie siedziby GRN gromady Sól z Soli do Zwardonia ze zmianą nazwy jednostki na gromada Zwardoń. Uchwała ta została jednak uchylona.